# Augusta de Saxa-Weimar-Eisenach
Augusta de Saxa-Weimar-Eisenach (Augusta Marie Luise Katharina von Sachsen-Weimar-Eisenach) (n. 30 septembrie 1811, Weimar, Saxa-Weimar-Eisenach – d. 7 ianuarie 1890, Berlin, Imperiul German) a fost regină a Prusiei și prima regină a Imperiului German ca soție a lui Wilhelm I al Germaniei.

## Primii ani
Augusta a fost a doua fiică a lui Carol Frederic, Mare Duce de Saxa-Weimar-Eisenach și a Mariei Pavlovna a Rusiei, fiica țarului Paul I al Rusiei și a Sofiei Dorothea de Württemberg.
În timp ce tatăl ei avea capacități intelectuale limitate, ale cărui lecturi preferate până la sfârșitul vieții erau poveștile, Goethe vorbea despre mama Augustei, Maria, ca despre „una dintre cele mai semnificative femei a timpului ei”. Augusta a primit o educație completă care a inclus lecții de desen de la pictorul curții, Luise Seidler, ca și lecții de muzică de la capelmaistrul curții Johann Nepomuk Hummel.

## Întâlnirea cu Wilhelm
Augusta avea numai cincisprezece ani când, în 1826, l-a întâlnit pe viitorul ei soț. Wilhelm credea despre tânăra Augusta că avea o „personalitate excelentă”, însă era mai interesat de sora mai mare a ei, Maria (cu care fratele său mai mic se și căsătorise).
La acel moment Wilhelm era îndrăgostit de prințesa poloneză Elisa Radziwill. Prințul moștenitor era fratele mai mare a lui Wilhelm, Friedrich Wilhelm iar el și soția lui Elisabeth nu aveau copii. Wilhelm era deci moștenitor prezumtiv al tronului și era de așteptat să se căsătorească și să aibă copii. Tatălui lui Wilhelm îi plăcea relația dintre Wilhelm și Elisa, însă curtea prusacă descoperise că strămoșii ei îi datorau titlul princiar lui Maximilian I, Împărat Roman și ea nu a fost considerată suficient de nobilă ca să se mărite cu un moștenitor al tronului Prusiei. Astfel că, în 1824, regele a apelat la Alexandru I al Rusiei (care nu avea copii) s-o adopte pe Elisa, însă Alexandru a refuzat. Al doilea plan, ca Elisa să fie adoptată de unchiul ei, Prințul August al Prusiei (fratele lui Frederic cel Mare), de asemenea a eșuat.
Prin urmare, în iunie 1826, tatăl lui Wilhelm s-a simțit obligat să-i ceară fiului său să renunțe la potențiala căsătorie cu Elisa. În cele din urmă Wilhelm a cerut-o de soție pe Augusta la 29 august; logodna a avut loc la 25 octombrie 1828. Wilhelm a văzut-o pentru ultima dată pe Elisa în 1829.
Istoricul Karin Feuerstein-Prasser  a punctat pe baza corespondenței celor doi logodnici, așteptările diferite pe care le avea Wilhelm de la ambele mariaje: Wilhelm i-a scris surorii sale, Charlotte, soția țarului Nicolae I al Rusiei, cu referire la Elisa Radziwill: „poți avea o singură dragoste adevărată” iar cu referire la Augusta, „prințesa este drăguță și deșteaptă însă mă lasă rece.” Augusta era îndrăgostită de viitorul ei soț și spera într-un mariaj fericit.
La 11 iunie 1829, la capela Palatului Charlottenburg, Augusta s-a căsătorit cu Wilhelm, care era cu 14 ani mai mare decât ea.

## Căsătoria

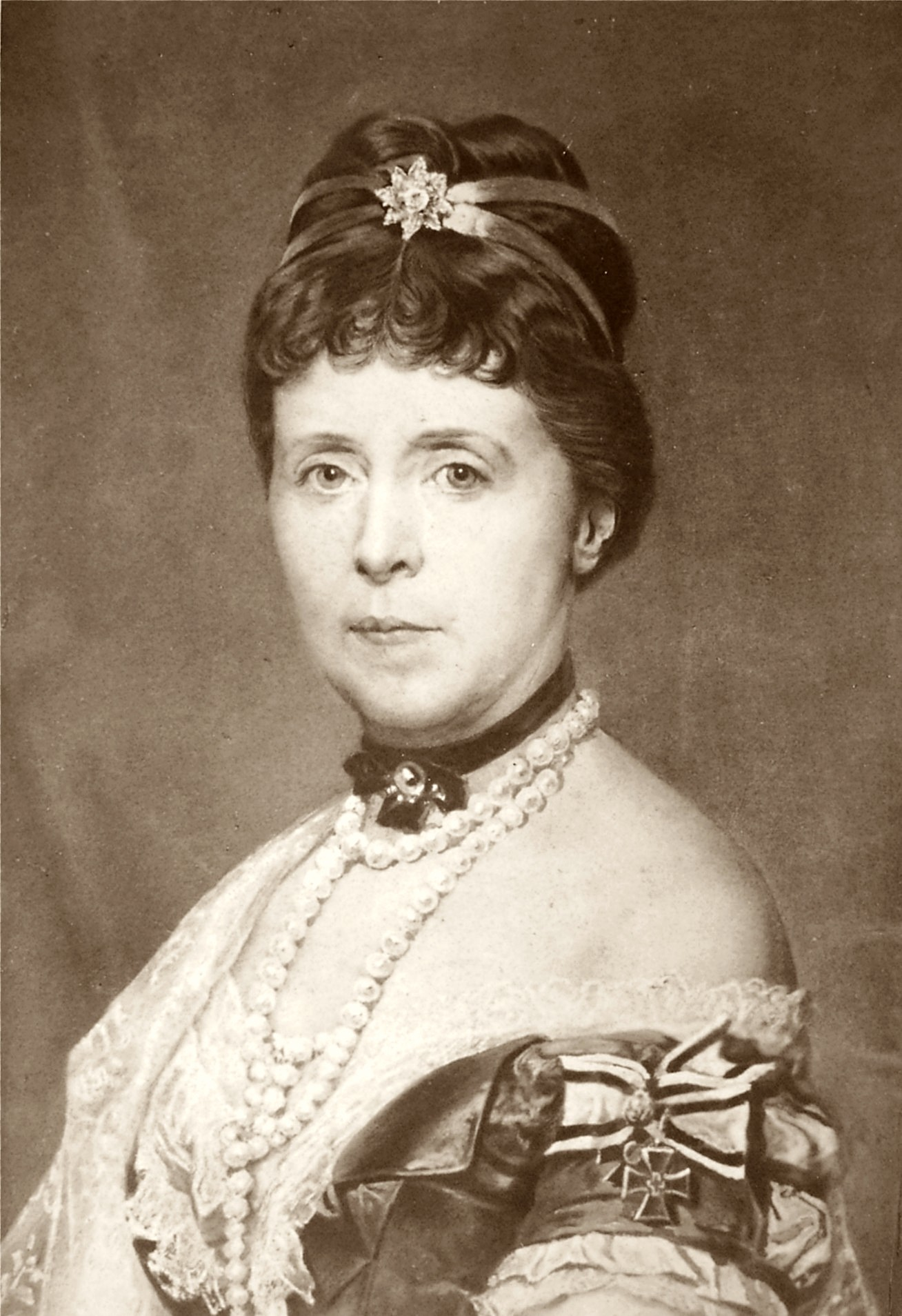
Împărăteasa Augusta a Germaniei

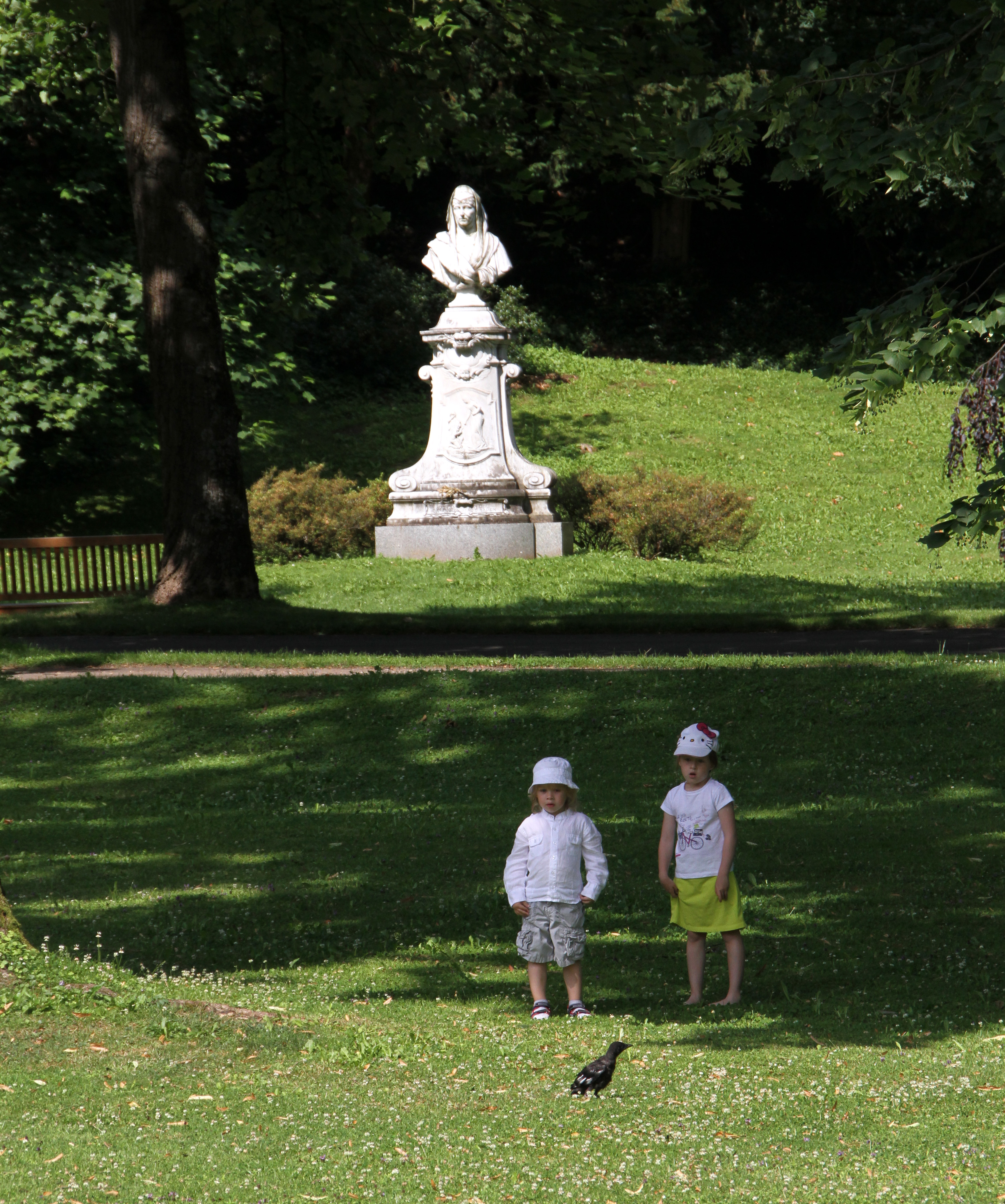
Bustul împărătesei Augusta din Baden-Baden

Primele săptămâni de mariaj au fost armonioase. Augusta a fost primită favorabil la curtea regelui Prusiei, totuși, curând Augusta a început să se plictisească de sobrietatea militară și cele mai multe îndatori de la curte au fost rezervate cumnatei ei, Prințesa Moștenitoare Elisabeta.
Într-o scrisoare pe care Wilhelm a scris-o la 22 ianuarie 1831 surorii sale Charlotte, el s-a plâns de "lipsa feminității" soției sale. Primul copil al cuplului, Prințul Frederic (viitorul Frederic al III-lea al Germaniei) s-a născut la 18 octombrie 1831, la trei ani după nuntă iar al doilea copil, Prințesa Louise la 3 decembrie 1838, șapte ani mai târziu. Augusta a trecut prin mai multe faze maniaco-depresive începând cu 1841; s-a simțit nedorită din cauza aventurilor lui Wilhelm.
În 1858, Wilhelm a devenit regent după ce fratele său nu a mai putut conduce guvernul după ce a suferit câteva accidente cerebrale. El și Augusta s-au întors la curtea de la Berlin. Curând Wilhelm a destituit miniștrii vechi și a succedat fratelui său, care nu avea moștenitori, ca rege al Prusiei în 1861. Și-a numit proprii miniștri liberali, printre care Alexander von Schleinitz, care a devenit secretar al afacerilor externe, August von Bethmann, ministru al culturii și Karl Anton de Hohenzollern-Sigmaringen prim-ministru al Prusiei. Câteva luni mai târziu regele a dizolvat Parlamentul și l-a numit pe Otto von Bismarck ca noul prim-ministru al Prusiei.
Augusta, care a detestat războiul în mod clar, a fondat Asociația Națională a Femeilor în 1864, care avea grijă de soldații răniți și a adoptat ideile lui Florence Nightingale. Există astăzi mai multe fundații de spital create din inițiativa Augustei, inclusiv Societatea Germană pentru Chirurgie.
Războiul austro-prusac s-a terminat în 1866 însă patru ani mai târziu, a izbucnit Războiul franco-prusac iar Augusta a continuat să-l considere responsabil și pentru acest război pe Bismarck.
Augusta a îngropat diferendele cu Bismarck numai în ultimii ei ani, cum părea că acesta este singurul care îl suportă pe iubitul ei nepot, Wilhelm.